# العجز (تريم)
'

تعديل مصدري - تعديل

العجز هي إحدى قرى عزلة تريم بمديرية تريم التابعة لمحافظة حضرموت، بلغ تعداد سكانها 506 نسمة حسب تعداد اليمن لعام 2004.